# Аннексия Техаса

Республика Техас

Аннексия Техаса, или присоединение Техаса к США (англ. Texas annexation), произошла в 1845 году, когда 29 декабря Соединённые Штаты Америки присоединили Республику Техас и признали Техас 28-м штатом США. Таким образом, США унаследовали территориальный спор между Техасом и Мексикой, что быстро привело к американо-мексиканской войне, в результате которой США захватили дополнительные территории, расширившие границы страны вплоть до Тихого океана. Территория Республики Техас в момент присоединения охватывала земли, которые сейчас являются частями штатов Колорадо, Канзас, Нью-Мексико, Техас, Вайоминг, Юта и Оклахома. Возникшие в результате споры между Техасом, федеральным правительством и территорией Нью-Мексико были решены в результате Компромисса 1850 года, когда большая часть этих земель вошла в состав других территорий США. Взамен федеральное правительство США взяло на себя долг республики Техас в размере 10 миллионов долларов.
Республика Техас провозгласила свою независимость 2 марта 1836 года и в том же году пожелала присоединиться к США, но это предложение было отклонено Государственным секретарём США. Техасцы в массе желали присоединения, но лидеры американских партий, демократов и вигов, вовлечённые в споры о рабстве, не готовы были к такому решению. Они также старались избежать войны с Мексикой, которая считала Техас частью своей территории. Когда экономическое положение Техаса ухудшилось в начале 1840-х годов, президент Техаса Сэм Хьюстон пытался договориться о признании Мексикой независимости при посредничестве Великобритании.
В 1843 году президент США, Джон Тайлер, решил личной инициативой решить вопрос ради победы на предстоящих президентских выборах. Он начал секретные переговоры с администрацией Хьюстона и в апреле 1844 года заключил договор о присоединении. Договор попал в Сенат, стал известен, и вызвал горячие споры, которые привели к тому, что Мартин Ван Бюрен (противник присоединения) проиграл партийные выборы в мае того года, и кандидатом от демократов стал Джеймс Полк. В июне Сенат категорически отклонил договор Тайлера, а в декабре Полк с трудом победил своего соперника, Генри Клея (противника присоединения) на президентских выборах 1844 года. В декабре 1844 года Тайлер попытался провести свой договор через Конгресс с поправками относительно рабства. В итоге Сенат неохотно принял компромиссную версию договора, доверив будущему президенту Полку на его усмотрение или незамедлительно принять Техас, или пересмотреть условия договора.
1 марта 1845 года президент Тайлер подписал билль о присоединении, а 3 марта (в последний день своего президентства) переправил его в Техас. Техас согласился с присоединением, и 29 декабря 1845 года Полк официально принял Техас в Союз 28-м штатом. Формальное вступление Техаса в Союз произошло 19 февраля 1846 года. После присоединения из-за неразрешённых конфликтов по границе в Техасе ухудшились отношения между Соединёнными Штатами и Мексикой, вследствие чего началась Американо-мексиканская война.

## Предыстория
После завоевания испанскими конкистадорами Техас был впервые нанесён на карту в 1519 году, и на 300 лет стал частью Испанской империи. Когда в 1803 году США купили у Франции Луизиану, они были уверены, что Техас входит в состав Луизианы. Вопрос был решён в 1817—1819 годах путём переговоров между госсекретарём Джоном Куинси Адамсом и испанским послом Гонсалесом-Вара. Согласно Флоридскому договору 22 февраля 1819 года Испания отказалась от Флориды, а США признали её право на Техас. Вместе с тем, Техас продолжал интересовать американских сторонников экспансии, в частности, Томаса Джефферсона.
Миссурийский кризис 1819—1821 годов привёл к разделению Луизианы по 36-й параллели и запрету на распространение рабства севернее этой линии. Представители южных (рабовладельческих) штатов полагали, что запрет на распространение рабства на севере ставит вопрос о присоединении Техаса. Депутат от Вирджинии Джон Флойд в 1824 году прямо обвинил госсекретаря Адамса в том, что тот отдал Испании Техас, действуя в интересах северных штатов.
Когда в 1821 году Мексика добилась независимости от Испании, США не оспаривали её претензии на Техас, но президенты Адамс (1825—1829) и Джексон (1829—1837) рассчитывали как-нибудь заполучить Техас от мексиканского правительства. Их попытки, однако, ни к чему не привели.
Поселенцы с юга США начали переезжать в Мексиканский Техас в начале 1820-х годов по просьбе мексиканского правительства, которое стремилось заселить свои пустующие северные территории и развить на них производство хлопка. Мексиканское правительство практически не вмешивалось в управление Техасом, а мексиканские законы (в частности, запрет подневольного труда и требование перехода в католичество всех переселенцев) в регионе почти не соблюдались. Чувствуя, что теряют контроль над Техасом и встревоженные Фредонским мятежом 1826 года, мексиканские власти решили навести порядок в регионе. Законы 1829—1830 года ввели строгий запрет на рабовладение и запретили иммиграцию в Техас.
Выходцы из США вскоре стали большинством в Техасе и окончательно разочаровались в мексиканском управлении. Коауила-и-Техас, мексиканский штат, частью которого был Техас после 1824 года, в 1827 году одобрил государственный план постепенного освобождения рабов, что вызвало недовольство многих поселенцев, которые переехали в Техас с юга США и владели рабами. Техас объявил о выходе из состава Мексики, результатом чего стала война за независимость Техаса. В 1836 году боевые действия закончились победой Техаса, а Сэм Хьюстон стал первым президентом Республики Техас, будучи приверженцем присоединения к Соединённым Штатам.

### Техас и США с 1836 по 1843 год

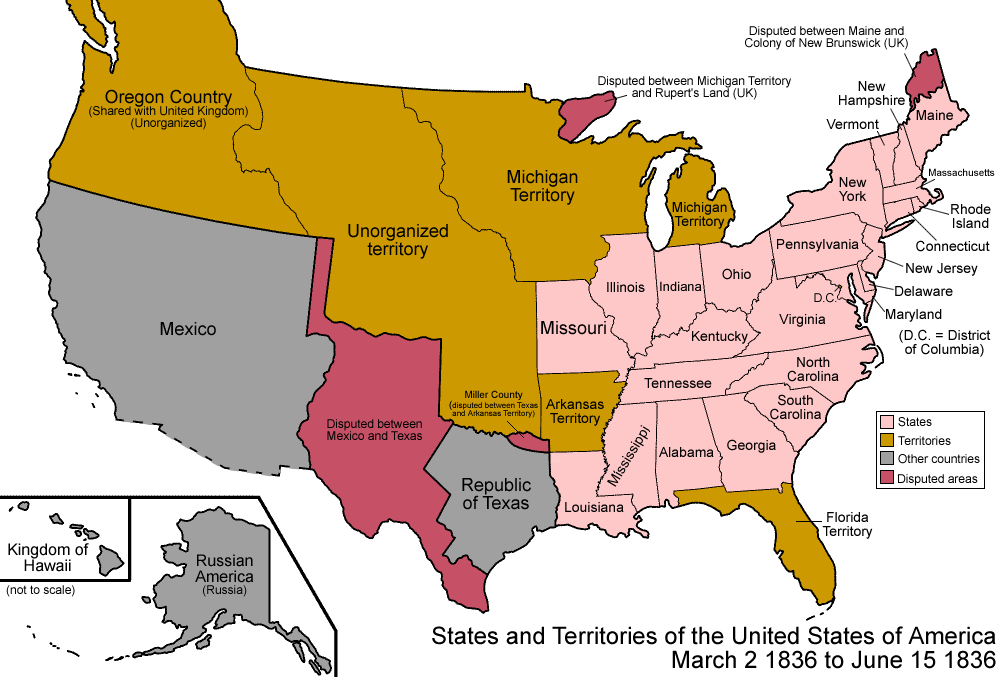
США и Техас в 1836 году

Уже через несколько дней после сражения при Сан-Хасинто в Конгресс США стали поступать многочисленные петиции от частных лиц и организаций, призывающие признать независимость Техаса или созвать комиссию для обсуждения такого признания. Такие предложения были признаны преждевременными и было решено дождаться формирования техасского правительства и установления фактической независимости. Некоторые политики полагали, что признание Техаса предотвратит войну между Мексикой и восставшими техасцами. Президент Джексон заявил Конгрессу, что относительно мексиканско-техасского конфликта правительство США намерено придерживаться тех же принципов, что и ранее во время мексиканско-испанского; что у американцев могут быть предпочтения в этом конфликте, но в политике нельзя руководствоваться предубеждениями. 21 декабря 1836 года он сообщил, что правительство ничего не предпринимает относительно признания Техаса, поскольку политическая традиция требует не только принять правильное решение, но и уметь защитить его от возможных несправедливых обвинений. Он обратил внимание Конгресса на то, что некоторые американцы считают Техас собственностью США и стремятся к его присоединению, что многие сражались в Техасе добровольцами, и это может быть воспринято как попытка насильственного присоединения территории. «Мудрость, таким образом, требует от нас стоять в стороне от конфликта, — писал он, — и придерживаться нашей прежней позиции». На следующий день стало известно, что в разговоре с техасским послом он отказался признать Техас как минимум до того момента, как Техас признает какая-нибудь европейская держава.
11 января 1837 года сенатор Роберт Уокер предложил признать Техас, который уже сформировал своё правительство, но возникли опасения, что признание потянет за собой обсуждение присоединения, а это расколет партию Демократов перед предстоящими выборами в Конгресс.
Но Уокер продолжал борьбу за признание, и в то же время возникли подозрения, что Техас будет признан Великобританией в обмен на торговые привилегии. Это ускорило принятие решения о признании, хотя Эндрю Джексон до последнего сопротивлялся этому и только 4 марта 1837 года, в последний день своего срока, объявил Сенату, что готов назначить Поверенным в делах в Техас луизианца Элси-Луи Лабланша. В тот же день он пригласил техасских дипломатов на бокал вина и предложил им посетить грядущую инаугурацию в качестве официальных дипломатов.
4 августа 1837 года Мемукан Хант, советник техасского посольства в США, представил госсекретарю Форсайту предложение о присоединении. Хант писал, что техасцы обладают кровным родством с американцами, владеют теми же свободами и так же преданы Конституции, вполне заслуживают стать частью американского народа и поспособствуют росту благосостояния нации. Как член Союза Техас поможет оборонять западную границу и контролировать мексиканский залив, в то же время, будучи независимым, может стать серьёзным конкурентом, осложнить вопрос пошлин и привести к трениям с соседними странами. Форсайт показал предложение президенту Ван Бюрену, но тот не пошёл навстречу в этом вопросе. Он не знал, как следует юридически оформить такое присоединение и не хотел совершать действий, которые могут показаться недружественными в отношении Мексики. Хант снова отметил, что экономическая политика Техаса может быть невыгодна США и намекнул, что Техасом могут заинтересоваться Англия и Франция, но его слова не возымели действия.
Между тем симпатии в адрес Техаса начали постепенно гаснуть. Возникли опасения, что присоединение Техаса обострит споры вокруг рабства и приведёт к распаду Союза, или доминированию Юга и разорению Севера. Восемь штатов выразили формальный протест. Вместе с тем и техасцы стали видеть выгоды в сохранении независимости. Когда угроза мексиканского вторжения исчезла, они осознали преимущества свободной международной торговли, не обременённой налогами. Уже в конце 1837 года госсекретарь Техаса предположил, что в случае голосования техасцы проголосуют против присоединения к США. Вероятно, этими же настроениями объясняется падение популярности Хьюстона, сторонника присоединения. Осенью 1838 года на президентских выборах в Техасе победил Мирабо Ламар, сторонник независимости. 12 октября 1838 года предложение присоединения было отозвано. В 1839 году один англичанин, посетивший Новый Орлеан, написал, что, судя по беседам с техасцами, Мексика может более не опасаться американского вмешательства.
Америка потеряла интерес к Техасу. Только в Миссисипи эта тема оставалась актуальной, в остальных же штатах, судя по анализу газетных публикаций, интерес пропал: например, ричмондский Enquirer вообще ничего не писал о Техасе в 1841 и 1842 годах.
Техас тоже охладел к США. В июле 1843 года Уильям Мёрфи, четвёртый американский поверенный в Техасе, писал, что разговоры о присоединении к США более не популярны, что американцы, по мнению техасцев, не отозвались на предложение соединения, не помогли в борьбе за признание, и их теперь нельзя считать друзьями. Техасцы склонялись к мысли, что в случае проблем надёжнее рассчитывать на помощь Франции или Англии.

### Техас и европейские страны с 1836 по 1843
Франция признала Техас в 1839 году на том основании, что его независимость стала совершившимся фактом. По примеру Франции в 1840 году Техас был признан Голландией и Бельгией. В июне 1837 года Джеймс Гендерсон предложил Англии признать Техас, но лорд Пальмерстон сообщил ему, что Англия не признает Техас ни сейчас, ни в будущем. Вместе с тем у Англии было много причин признать Техас: Англия вложила большие деньги в мексиканские шахты, вела с Мексикой торговлю, поэтому была заинтересована в процветании Мексики и, соответственно, в мире и стабильности. Кроме того, торгуя с Техасом, Англия могла поставлять товары в Северную Америку в обход высоких протекционистских американских пошлин. Развитие техасской хлопковой индустрии избавило бы Англию от зависимости от американского хлопка. По этой причине в 1838 году Англия даже посоветовала Мексике признать Техас, хотя и не признавала его сама.
Англия не торопилась с признанием отчасти потому, что надеялась заключить сделку, обменяв признание на отмену рабства в Техасе. Но техасские дипломаты не могли пойти на это, и признание затягивалось. И всё же в ноябре 1840 года соглашение было достигнуто: был заключён договор о дружбе и торговле и договор о запрете работорговли. Ратификация договоров затянулась по различным причинам, и только 28 июня 1842 года Техас был официально признан Англией. Капитан Чарльз Эллиот был назначен послом в Техас. Англия попыталась уговорить Мексику признать Техас, но в то время (июль 1842) конфликт был нужен президенту Санта-Анне как повод для увеличения армии, и он категорически отказался.
Британское правительство рассчитывало добиться запрета рабовладения в Техасе и тем самым подорвать позиции рабовладения в США: предполагалось, что техасский хлопок понизит спрос на американский хлопок и приведёт к падению цен на рабов в США, а появления свободного Техаса на границах с США даст американским рабам удобные пути к побегу.
В начале 1844 года Сэм Хьюстон писал, что помощь европейских держав обезопасит Техас от Мексики и США, что страна останется в стороне от конфликтов, будет населена мигрантами из Европы, сможет получать дешёвые английские товары и поставлять их на рынки северной Мексики и юга США, Калифорния и прочие части Мексики, а затем и Орегон присоединятся к новой республике. Американский посол Эндрю Донельсон писал, что Хьюсон не ошибался, и вполне мог такое осуществить.

## Переговоры администрации Тайлера
В апреле 1841 года, после внезапной смерти президента Гаррисона, пост президента занял Джон Тайлер. Его близкий друг Генри Уайз сразу же посоветовал ему заняться присоединением Техаса. Тайлер заинтересовался этим предложением и вскоре написал госсекретарю Вебстеру письмо, где спрашивал, смирится ли Север, если Техас будет присоединён договором? В тот момент Тайлером двигало, вероятно, желание совершить что-то заметное и войти в историю. Он пришёл в политику, как представитель партии вигов, но в первые же месяцы президентства оказался в конфликте с партией, и был исключён из её рядов. Без партийной поддержки он мало что мог изменить во внутренних делах, но в иностранных делах у исполнительной власти было больше возможностей.
Уже в своём первом послании к Конгрессу в декабре 1841 года президент обозначил свои симпатии к Республике Техас. Аналогичные симпатии высказали пропрезидентские газеты, и Джон Куинси Адамс записал в те дни в дневнике, что это явно как-то связано с вопросом присоединения Техаса. Одновременно Генри Уайз начал обсуждать присоединение в Конгрессе: он утверждал, что присоединение поможет регулировать вопросы рабства в Техасе и не позволит Мексике отвоевать Техас.
Более срочные дела отвлекли Тайлера на некоторое время, но после ратификации договора Уэбстера — Ашбертона относительно канадской границы в 1843 году Тайлер был готов сделать присоединение Техаса приоритетным вопросом. С его санкции Томас Джилмер начал подготавливать электорат в этому обсуждению и распространил открытое письмо, в котором утверждал, что присоединение спасёт страну от раскола и даст толчок экономике. Неподконтрольный Техас, по его словам, мог бы создать проблемы национальной безопасности США. Одновременно Тайлер сменил госсекретаря, Даниеля Уэбстера, который был противником присоединения. На его место 23 июня был назначен вирджинец Абель Апшер, убеждённый анексионист и друг Кэлхуна. Апшер был готов брать на себя ответственности и действовать решительно в техасском вопросе. Сам Вебстер признавал его лучшим кандидатом на пост госсекретаря. Историк Фредерик Мерк писал, что назначение Ашпера говорило о настрое администрации активно решать техасский вопрос.

### Техасско-Мексиканско-британские переговоры
Летом 1843 года техасская администрация Сэма Хьюстона снова начала переговоры с Мексикой, надеясь при помощи Великобритании договориться о самоуправлении для Техаса, может быть даже в формате штата в составе Мексики. Техасцы были вынуждены пойти на эти переговоры, поскольку администрация Тайлера оказалась не готова к реальной борьбе за присоединение Техаса; по мере приближения выборов 1844 года лидеры Демократов и Вигов всё менее благожелательно смотрели на идею присоединения. Переговоры с Мексикой могли привести к признанию автономии или даже независимости.
Посол Техаса в США, Ван Зандт, был сторонником присоединения, но не был уполномочен вести об этом переговоры. Техасские дипломаты искали путей сближения с Мексикой при поддержке Британии, но их смущал аболиционистский настрой Великобритании и, главное, её стремление избежать конфликта с Мексикой. Апшер всё ещё пытался начать обсуждение присоединения и в январе написал письмо Хьюстону, где уверял, что обстановка в США меняется в благоприятную для Техаса сторону, и что уже две трети Сената готовы пойти на переговоры.
Но техасцы были не готовы возобновлять переговоры без письменных гарантий военной помощи в случае вторжения мексиканской армии, которое вполне могло произойти в случае обнародования переговоров. Если переговоры начнутся, но будут заблокированы в Сенате США, Техас мог оказаться в состоянии войны со всей Мексикой. Но так как только Конгресс мог объявлять войну, то администрация Тайлера не могла ничего гарантировать. Апшер всё же дал устное обещание, и тогда Хьюстон, на которого давил техасский Конгресс, дал ход новым переговорам.

### Переговоры Техаса с США

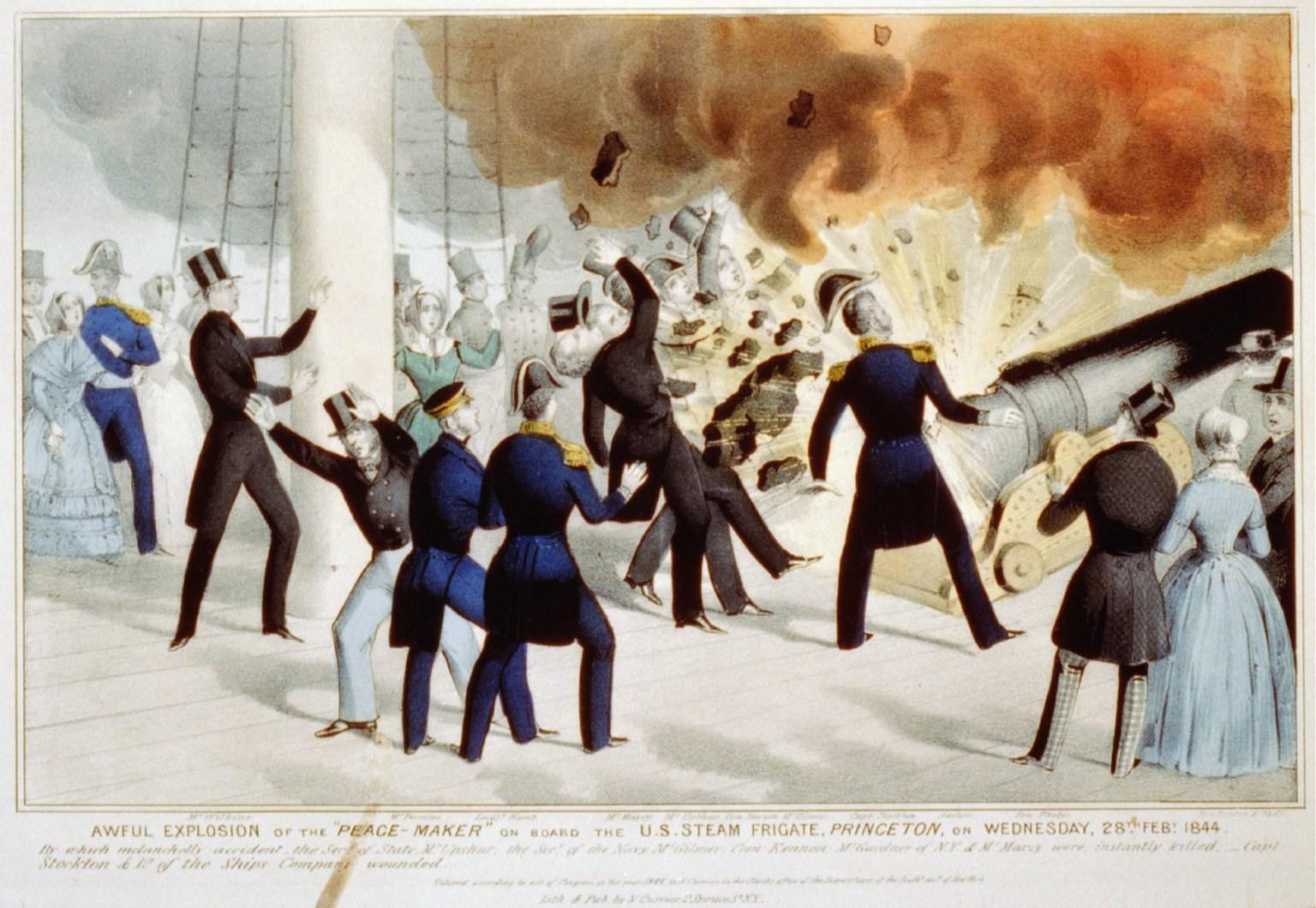
Гибель Апшера и Джилмера на борту USS Princeton.

Когда Апшер приступил к секретным переговорам с техасским правительством, мексиканские дипломаты узнали об этом, и мексиканский посол в США, Хуан Алмонте потребовал от Апшера объяснений. Он сказал, что если Конгресс признает соглашение о присоединении, Мексика разорвёт дипломатические отношения и объявит войну. Апшер всё отрицал, но тем временем продолжал переговоры. С одной стороны он работал с техасскими дипломатами, а с другой подговаривал американских сенаторов поддержать присоединение, аргументируя это тем, что присоединение Техаса необходимо в целях государственной безопасности и для поддержания внутреннего мира. К началу 1844 года он уверял техасскую сторону, что уже 40 из 52-х сенаторов готовы поддержать переговоры, что уже даёт большинство в две трети, необходимое для принятия решения. Президент Тайлер в своём ежегодном обращении в декабря 1843 года о переговорах не упомянул. Он старался насколько возможно держать переговоры в секрете.
Договор с Техасом был почти готов, когда произошла неожиданная катастрофа: 28 февраля 1844 года произошёл разрыв орудия на борту корабля USS Princeton, из-за чего погибли госсекретарь Апшер и военно-морской министр Томас Джилмер. Это произошло через день после того, как было достигнуто предварительное соглашение с Техасской Республикой. Это событие нанесло удар по всем планам Тайлера, поскольку именно Апшер должен был добиться поддержки сенаторов. 6 марта Тайлер поручил Джону Кэлхуну занять пост госсекретаря и довести до конца переговоры. Назначение Кэлхуна, у которого была спорная репутация, могло привести к обострению споров, но Тайлер выбрал его как решительного сторонника присоединения.

### Памфлет Роберта Уокера
Когда секретные переговоры Тайлера и Апшера с Техасом приближались к завершению, сенатор от Миссисипи Роберт Уокер, который был одним из единомышленников Тайлера, написал письмо Letter on Texas Annexation, которое было опубликовано в начале февраля 1844 года, получило широкое распространение и повлияло на общественное мнение в пользу сторонников присоединения. В письме Уокер утверждал, что Техас можно приобрести множеством путей, не нарушая конституции, и что это будет соответствовать идеям территориальной экспансии, сформулированным Джефферсоном и Мэдисоном и провозглашёнными доктриной Монро в 1823 году. Он полагал, что США приобрели Техас по договору с Францией 1803 года, и его уступка Испании в 1819 году была нарушением этого договора — ошибкой, которую необходимо устранить.
Уокер рассматривал проблему Техаса с точки зрения рабовладения и расовых принципов. Он предполагал, что Техас станет коридором, по которому афро-американцы (рабы и свободные) смогут переселиться в более благоприятные для них климатические регионы: Мексику, Центральную и Южную Америку, там смешаться с местным индейским населением (которое относится к ним терпимее, чем белые) и таким образом проблема существования негров в США будет решена. Если же не присоединять Техас, то количество негров будет постепенно увеличиваться, и их станет невозможно освободить по соображениям безопасности.
Эта теория, предполагающая избавление от афро-американцев путём их миграции, устраивала белое население северных штатов, которые опасались, что в случае освобождения рабов на юге они вольются в американское общество. Она во многом напоминала предложения переселить негров в колонии; такие предложения выдвигали американские президенты от Джефферсона до Линкольна. Кроме этого, Уокер утверждал, что в случае провала переговоров о присоединении Великобритания сможет протолкнуть освобождение рабов в Техасе, что окажет сильное дестабилизирующее влияние на все рабовладельческие штаты, а дешёвый (беспошлинный) техасский хлопок подорвёт хлопковую индустрию в США Памфлет Уокера изображал аболиционистов предателями, которые помогают англичанам победить Соединённые Штаты.
В те годы многие в США испытывали беспокойство по поводу экономики, которая ещё не восстановилась после кризиса 1837 года. Из теории Уокера следовало, что миграция рабов на юг поднимет цены на рабов и тем поднимет экономику Юга. Уокер писал, что присоединение Техаса решит все экономические проблемы и усилит весь Союз. Памфлет Уокера привлекал на сторону Тайлера экспансионистов-рабовладельцев Юга и позволял экспансионистам-аболиционистам Севера поддержать присоединение Техаса без обвинений в содействии рабовладельцам.
Помимо логических аргументов, Уокер использовал яркие риторические приёмы, умело использовал предубеждения американцев и их подозрительность к политике Англии. Газета New-York Tribune назвала его рассуждения софистикой, Boston Courier не поверил в возможную зависимость Техаса от Англии, а Baltimore Clipper назвала его идею избавления от негров совершенно абсурдной. Но многие действительно поверили, что миграция через Техас избавит Мэриленд, Вирджинию, Кентукки и Теннесси от негров. Некоторым казалось, что это может избавить весь Юг от рабов. Письмо Уокера заинтересовало многих, и даже два месяца спустя публикации оно оставалось темой для обсуждения. В середине апреля по рукам ходило 50 000 копий письма, а автор получил 2253 письма в свою поддержку.

## Договор Тайлера

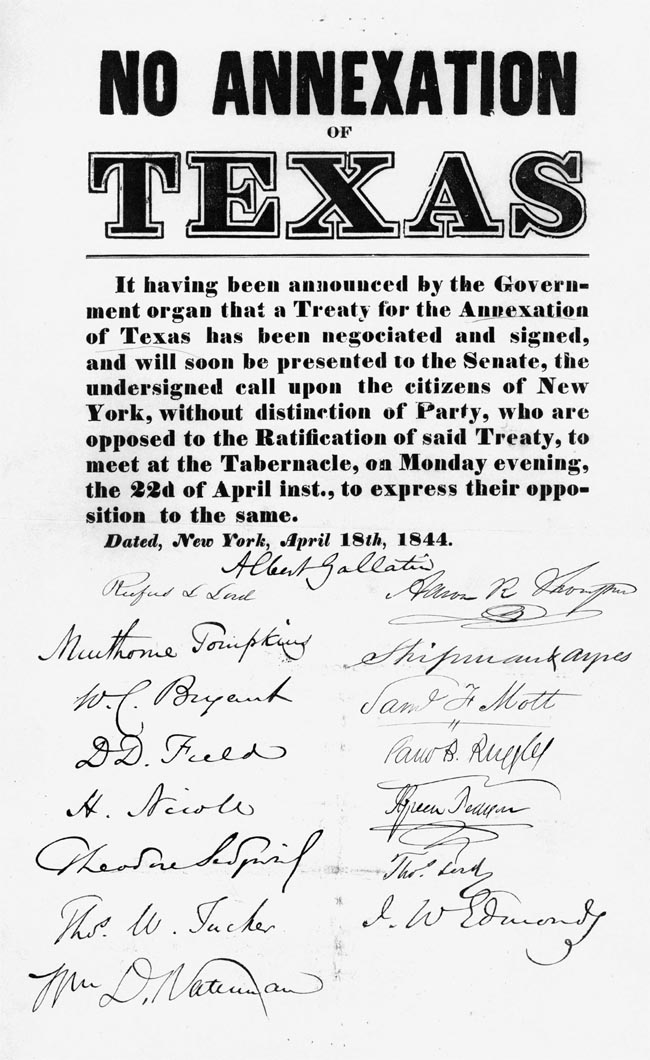
Листовка против присоединения Техаса с подписью, в частности, Альберта Галлатина (1844 год).

22 июня 1844 года Тайлер передал проект договора в Сенат, приложив список аргументов в его пользу. Он привёл свидетельства поддержки договора самими техасцами, утверждал, что Британия имеет виды на Техас и это угрожает рабовладению Юга, что присоединение будет благословениям для всей нации, поскольку в Техас можно будет поставлять лошадей, мясо и пшеницу, что Техас станет центром сельскохозяйственного, коммерческого и мануфактурного развития, и что США имеет законное и конституционное право на такое присоединение. Согласно договору, Техас передавал правительству США все общественные земли, шахты, форты, казармы, склады и архивы, а США принимают на себя внешний долг Техаса. Республика Техас входит в состав США как Инкорпорированая территория, и далее следует стандартной процедуре для западных территорий.
Сам Тайлер видел в присоединении только плюсы, хотя обе партии первоначально восприняли присоединение как личный проект Тайлера, начатый с целью поднять свою популярность. Демократы вскоре увидели выгоды договора и их предубеждение рассеялось, но многие виги, даже сторонники присоединения, не желали его в форме инициативы Тайлера. Реакция Конгресса была смешанной. Сенатор Томас Бентон полагал, что американцы в большинстве поддерживают присоединение, но был против незамедлительного присоединения, поскольку это вызвало бы проблемы с Мексикой. Аналогично большинство сенаторов было за присоединения, но расходились во мнении о том, как именно его стоит осуществлять.
Пока шло обсуждение договора в Сенате, в стране прошли партийные выборы: 1 мая конвент партии Вигов собрался в Балтиморе и единогласно выдвинул Генри Клея кандидатом в президенты от своей партии. 27 мая там же прошёл конвент Демократической партии. Тайлер надеялся стать кандидатом, но не нашёл сторонников. Ван Бюрен, противник присоединения, проиграл выборы, и кандидатом стал Джеймс Полк (сторонник присоединения).
Дебаты в Сенате шли до 21:00 8 июня 1844 года. Когда прошло голосование, проект получил 16 голосов за и 35 голосов против. Даже виги рабовладельческих штатов, которых возглавлял Генри Клей, проголосовали против (дав 15 из 35 голосов); чувство партийного единства оказалось сильнее рабовладельческой солидарности. Среди вигов 95 % проголосовало против, а среди демократов 65 % проголосовало за. Виги Северо-Запада проголосовали против, а демократы Северо-Запада раскололись: 40 % голосовали за, 40 % против, а 20 % воздержались. В целом рабовладельческие штаты голосовали в основном за, хотя депутаты от Луизианы единогласно проголосовали против.
Гендерсон и Ван Зандт сообщили техасскому правительству, что многие в Сенате готовы поддержать присоединение, но сделают это только после выборов. Вопрос Техаса, писали они, слишком тесно связан с предвыборной борьбой между вигами и демократами.

## Повторные переговоры
После того, как проект присоединения не прошёл в Сенате, Джон Кэлхун был подавлен неудачей и хотел было передать этот вопрос в наследство администрации Полка, но затем собрался с мыслями и снова взялся за дело. В декабре, в своём ежегодном обращении к Конгрессу, президент Тайлер снова поднял вопрос о присоединении. Он сказал, что главная проблема проекта состояла в том, что перед подачей в Сенат он не был одобрен всей нацией. Но в ходе предвыборной кампании вопрос открыто обсуждался, и то, что нация проголосовала именно за Полка, сторонника присоединения, говорит о том, что так была выражена её воля, которую теперь надо реализовать. Техас должен быть присоединён, а Мексика наверняка отнесётся к этому с пониманием. Он предложил реализовать проект присоединения посредством совместной резолюции.
18 декабря он написал Конгрессу, что Мексика не идёт на соглашение по этому вопросу, ведёт себя враждебно, и теперь это уже не узко партийный вопрос, а общенациональный. Между тем общественное мнение понемногу склонялось на его сторону, хотя у проекта оставались противники. Бостонские газеты писали, что массачусеттцы никогда не поддержат присоединение Техаса. Партия Демократов убедилась, что народ поддерживает проект, и решила попытаться протолкнуть его ещё раз. Кэлхун был уверен, что проект имеет хорошие шансы в Палате представителей, а если его признает Палата, то Конгресс едва ли проголосует против.
К агитации в пользу проекта присоединилась Джулия Тайлер, жена президента, которая лично присутствовала на дебатах по вопросу присоединения и вела переговоры с отдельными членами Палаты и Сената. Впоследствии, когда проект будет принят, Тайлер подарит жене перо, которым он подпишет документ, а она будет носить его как украшение всё время своего пребывания в Белом Доме.

### Поправка Брауна-Фостера
13 января 1845 года Милтон Браун (член Палаты представителей) и Эфраим Фостар (сенатор), оба виги из Теннесси, и член палаты Александр Стивенс из Джорджии объединились и предложили поправку к договору, которая дала бы рабовладельцам некоторые дополнительные преимущества при присоединении Техаса. Они предложили принять Техас в Союз в качестве штата (а не территории), который бы сохранил за собой все общественные земли и внешний долг. Правительство США, согласно поправке, должно было взять на себя переговоры относительно техасско-мексиканской границы. Первый договор Тайлера предполагал создать на территории Техаса четыре штата, из которых три могли бы стать рабовладельческими; предложение Брауна позволяло создать пять штатов.
Все северные виги выступили против этой поправки, но демократы быстро согласились с предложением, и в итоге оно было принято 118 голосами против 101. Южные демократы проголосовали за поправку практически единогласно (59 — 1), в то время как позиция северных демократов разделилась (50 за и 30 против). 8 из 18-ти южных вигов проголосовали за. После принятия этой поправки Палата представителей проголосовала за принятие проекта 25 января 1845 года 120-ю голосами при 98-ми голосах против. В тот же день билль был передан на обсуждение в Сенат.
14 февраля решение Палаты Представителей США стало известно в Мексике и вызвало беспокойство среди мексиканского правительства. Луис Гонзага Куэвас, министр иностранных дел при президенте Эррере, связался с британским послом Бэнкхэдом. Тот предложил мексиканцам немедленно признать независимость Техаса, но Куэвас ответил, что это предложение не будет принято Конгрессом без явной британской поддержки. На это Бэнкхэд заявил, что поддержка Британии возможна разве что моральная.

### Обсуждение в Сенате
В начале февраля 1845 года в Сенате начались дебаты по вопросу договора с Техасом (с учётом поправки Брауна), но его принятие казалось маловероятным: мнения разделились в пропорции 28 к 24 в пользу вигов (противников присоединения). Сенатор Томас Бентон из Миссури когда-то предложил компромиссный вариант, согласно которому Техас предполагалось поделить на две части, на одной из которых оставалось бы рабовладение. Так как в его штате росло количество сторонников присоединения, то он изменил свою позицию и 5 февраля 1845 года предложил принять Техас в Союз без раздела, а администрации будущего президента Полка поручить решить все сложные вопросы.
Вечером 27 февраля 1845 года прошло сенатское голосование. Голоса разделились поровну в пропорции 26 — 26, но затем сенатор-виг от Луизианы Генри Джонсон поменял своё мнение и резолюция была принята 27-ю голосами против 25-ти. За резолюцию проголосовали все сенаторы-демократы и три вига: Джонсон, Меррик и Гендерсон. 13 проголосовавших «за» были из свободных штатов, а 14 из рабовладельческих, 15 проголосовавших «против» были из свободных штатов, и 10 из рабовладельческих. Среди 14-ти свободных штатов 5 проголосовали «за» и 6 проголосовали «против», а голоса трёх оставшихся штатов разделились пополам. Из 12-ти рабовладельческих штатов 5 проголосовали «за», 3 «против», а голоса Мэриленда, Северной Каролины, Джорджии и Луизианы разделились пополам. Мексиканский консул в Новом Орлеане впоследствии утверждал, что резолюция была принята в результате заговора Джонсона, Мэррика и некоторых других, которые проголосовали «за» в обмен на обещание различных должностей.
Вскоре после этого, Эндрю Джексон Донельсон, американский поверенный в Техасе и племянник бывшего президента Эндрю Джексона, представил американскую резолюцию президенту республики Техас Ансону Джонсу. 4 июля 1845 года на Техасской конвенции был одобрен вариант предложенного американцами присоединения с единственным голосом против, и конвенция подготовила конституцию штата. Граждане Техаса утвердили новую конституцию и постановление о присоединении 13 октября 1845 года. Полк подписал документы об официальной интеграции Техаса в США 29 декабря 1845 года.

## Варианты формирования новых штатов
Совместная резолюция и постановление о присоединении содержат формулировки, позволяющие формирование до четырёх дополнительных штатов из бывших территорий Республики Техас:
...новые штаты, подходящего размера, не превышающие числом четыре, в дополнение к указанному штату Техас, и имея достаточное население, отныне могут, с согласия указанного штата [Техас], быть сформированы из его[, штата Техас,] территории, которые должны иметь право вхождения [в Соединённые Штаты] согласно с положениями федеральной конституции.
Совместное резолюция содержала требование, согласно которому новые штаты, чьи земли лежат севернее границ, определённых миссурийским компромиссом, должны стать свободными от рабов, а штаты южнее могут выбрать, разрешать или не разрешать рабство. Четвёртая статья конституции США позволяет создавать новый штат на территории существующего с согласия законодательных органов штата, а также конгресса.

## Пограничные споры

Техас и спорные территории

Совместная резолюция и постановление о присоединении не устанавливают границ Техаса, ограничиваясь только общими терминами: «территория штата должным образом включает территории, правомерно принадлежащие Республике Техас», и заявляют, что новый штат Техас будет сформирован «с учётом разрешения этим правительством (правительством США) всех разногласий по поводу границ, которые могут возникнуть с другими правительствами».
Как позже утверждал помощник государственного секретаря Джордж Локхарт Ривз, «этот договор был специально сформулирован таким образом, чтобы оставить границы Техаса неопределенными, и совместная резолюция следующей зимой была написана в том же ключе. Была надежда, что это может открыть путь к переговорам, в ходе которых весь предмет границ Мексики, от Мексиканского залива до Тихого океана, может быть пересмотрен, но эти надежды не оправдались»
До присоединения между Республикой Техас и Мексикой был непрекращающийся территориальный спор. Веласкские договоры, заключённые Техасом с мексиканским генералом Санта-Анной после войны за независимость, содержали пункт в своей секретной части о том, что территория Техаса не будет простираться дальше Рио-Гранде. Одновременно с этим, пункт 3 открытой части договора содержал формулировку о том, что мексиканские войска должны покинуть территорию Техаса, передислоцировавшись южнее Рио-Гранде. В таком контексте положение о границе Техаса не дальше Рио-Гранде представлялось относящимся к границе конкретно на южном участке. Однако, при буквальном прочтении договора получалось так, что Техас имеет право оспаривать любые территории в пределах реки Рио-Гранде. Власти республики воспользовались возникшим казусом и в Акте о границе 1836 года объявили всю территорию до Рио-Гранде частью Техаса. Поскольку исток Рио-Гранде находился в Мексике, а не в США, то от этого истока граница была проведена техасскими властями строго на север по 107-му меридиану, где случайным образом оказалась параллельна американо-мексиканской границе, которая по соглашению с Испанией 1819 года проходила в том районе по 106-му меридиану. В результате у заявленной территории Техаса на севере обозначился своеобразный аппендикс прямоугольной формы. Мексика не только не признавала этих претензий, но и настаивала на том, что граница проходит по другой реке, Нуэсес, и, кроме того, вообще не признавала независимость Техаса. Президент США Джеймс Полк приказал генералу Закари Тейлору поставить гарнизон на южной границе Техаса, как это было определено в бывшей республике. Тейлор выдвинулся в Техас, игнорируя требования мексиканских властей покинуть территорию, и проследовал на юг, до Рио-Гранде, где он начал строить форт неподалёку от устья реки в Мексиканском заливе. Мексиканское правительство объявило эти действия нарушением её суверенитета.
Хотя власти Республики Техас утверждали, что юго-западная граница проходит по реке Рио-Гранде, они никогда не контролировали территорию, которая теперь принадлежит штату Нью-Мексико. Неудавшаяся техасская экспедиция в Санта-Фе в 1841 году была единственной попыткой взять эту территорию. Эль-Пасо был взят под контроль Техаса Робертом Нейборсом только в 1850 году, через четыре года после присоединения к США. В Нью-Мексико он был принят недружелюбно.
Власти Техаса при поддержке южных штатов продолжали утверждать, что территория до Рио-Гранде принадлежит штату, в то время как северные штаты поддерживали в этом вопросе Нью-Мексико. В результате нынешняя граница между штатами была определена компромиссом 1850 года.

## Споры о правовом статусе Техаса
Формальные противоречия по поводу законности присоединения Техаса связаны с тем, что Конгресс одобрил присоединение Техаса как территории, простым большинством голосов в Сенате, вместо подписания международного договора о присоединении, как это было сделано в случае с индейскими землями. После того как Соединённые Штаты и Республика Техас не смогли прийти к соглашению, Конгресс принял совместную резолюцию для присоединения республики. Затем в октябре 1845 года конвенция республики Техас по присоединению поставила на всеобщее голосование вопрос о принятии совместной резолюции, и резолюция была принята общенародным голосованием. Закон о присоединении был представлен и одобрен Палатой представителей и Сенатом и подписан президентом 29 декабря 1845 года. Несмотря на необычность этого договорного процесса, договор был полностью принят всеми заинтересованными сторонами, и, что важно, соглашения являются юридически обязательными (см. договорное право). Кроме того, Верховный суд США подтвердил законность присоединения путём совместной резолюции в 1901 году.

### Статьи
- Brown, Richard H. The Missouri Crisis, Slavery, and the Politics of Jacksonianism (Essays on Jacksonian America, Ed. Frank Otto Gatell). — New York.: Holt, Rinehart and Winston, Inc, 1966.
- Stephen Hartnett. Senator Robert Walker's 1844 Letter on Texas Annexation: The Rhetorical "Logic" of Imperialism // American Studies. — Mid-America American Studies Association, 1997. — Т. 38. — С. 27—54.
- Norman E. Tutorow. The Old Northwest and the Texas Annexation Treaty // East Texas Historical Journal. — 1969. — Т. 7. — С. 67—77.